# サン・バルトロメーオ・アル・マーレ
サン・バルトロメーオ・アル・マーレ(伊: San Bartolomeo al Mare)は、イタリア共和国リグーリア州インペリア県にある、人口約3,100人の基礎自治体（コムーネ）。

## 地理

### 位置・広がり

#### 隣接コムーネ
隣接するコムーネは以下の通り。括弧内のSVはサヴォーナ県所属を示す。
- アンドーラ (SV)
- チェルヴォ
- ディアーノ・カステッロ
- ディアーノ・マリーナ
- ディアーノ・サン・ピエトロ
- ヴィッラ・ファラルディ

### 地震分類
イタリアの地震リスク階級 (it) では、2 に分類される
。